# بافلو لازارينكو
بافلو لازارينكو  (بالأوكرانية: Павло Іванович Лазаренко)‏(بالإنجليزية: Pavlo Lazarenko) سياسي أوكراني ورجل أعمال ولد في 23 يناير 1953 ن شغل منصب رئاسة الوزراء في أغسطس 2006

## رئاسة الوزراء فياوكرانيا
في  12 مايو 1998 تم اختايرى في البرلمان الأوكراني

## روابط خارجية
- بافلو لازارينكو على موقع مونزينجر (الألمانية)